# Гавазай, Энис
Энис Гавазай (алб. Enis Gavazaj; 21 марта 1995, Призрен, Сербия и Черногория) — албанский и косоварский футболист, полузащитник. Чемпион Бельгии.

## Клубная карьера
Воспитанник юношеских команд футбольных клубов «Лириа», «Приштина» и «Гент».
Во взрослом футболе дебютировал в 2012 году выступлениями за «Приштину», в которой провёл один сезон.
Своей игрой за эту команду привлёк внимание представителей тренерского штаба клуба «Гент», к составу которого присоединился в 2014 году. Сыграл за команду из Гента следующий сезон своей игровой карьеры.
В 2015 году заключил контракт с клубом «Руселаре», в составе которого на правах аренды провёл следующий год своей карьеры.
К составу клуба «Скендербеу» присоединился в 2016 году. 15 марта 2019 года на правах аренды перешёл в «Динамо» (Минск), соглашение заключено на полгода.

## Выступления за сборную
В 2012 году дебютировал в составе юношеской сборной Албании, принял участие в шести играх на юношеском уровне и отметился одним точным ударом.
В течение 2013—2016 годов привлекался в молодёжную сборную Албании. На молодёжном уровне сыграл в 12 официальных матчах и забил 1 гол.
7 сентября 2018 года дебютировал в составе основной сборной Албании в матче Лиги нации со сборной Израиля.

### Матчи за сборную
| № | Дата             | Оппонент  | Счёт | Голы | Пасы | Минуты | Соревнование      |
| - | ---------------- | --------- | ---- | ---- | ---- | ------ | ----------------- |
| 1 | 7 сентября 2018  | Израиль   | 1:0  | —    | —    | 71'    | Лига наций        |
| 2 | 10 сентября 2018 | Шотландия | 0:2  | —    | —    | 45'    | Лига наций        |
| 3 | 10 октября 2018  | Иордания  | 0:0  | —    | —    | 90'    | Товарищеский матч |

Итого: сыграно матчей: 3 / забито голов: 0; победы: 1, ничьи: 1, поражения: 1.

## Достижения
«Гент»
- Чемпион Бельгии (1): 2014/15